# تورشونای
تورشونای (به لاتین: Turshunay) یک منطقهٔ مسکونی در روسیه است که در شهرستان بابایورتوفسکی واقع شده‌است.